# Besten
Besten är en förarlös skördare som fjärrstyrs av en kurir som utvecklades av Fiberpac AB 2002. Besten avser även systemet varvid den ingår.
Det lanserades på 2000-talet ett annat system som skulle kunna konkurrera med skotare och skördare-systemet, Besten-systemet.
Besten-systemet består av en förarlös skördare, själva maskinen benämnd som Besten, som fjärrstyrs av en, två eller fler så kallade "kurirer" som är skotare med vridbara lastbärare, varifrån Besten fjärrstyrs av kurirerna och direktlastar virket på kurirernas lastbärare. Svagheten ligger i att beroende på skogens grovlek och transportavståndet till avlägg måste vara optimalt för att inga maskinstillestånd skall uppstå. Eftersom en Bestenskördare ska betjäna två skotare undviks väntetid först när skördaren är nästan dubbelt så snabb som skotare. T.ex. är avståndet långt får skördaren vänta på kurirerna och är avståndet i stället kort kan en kurir bli väntande beroende på att skördaren är upptagen med den ena skotaren.
Gremo köpte Besten av Fiberpac AB 2009.

### Webbreferenser
- Gremo AB (2 februari 2009). ”Gremo AB köper avverkningssystemet Besten.”. Gremo AB. Arkiverad från originalet den 25 februari 2009. https://web.archive.org/web/20090225195052/http://www.gremo.se/?ID=NYHET&newsid=51&sLang=sv-se&db=0. Läst 24 augusti 2012.